# Puerta del Carmen
Puerta del Carmen är en ort i Mexiko, tillhörande kommunen Coatepec Harinas i södra delen av delstaten Mexiko. Orten hade 321 invånare vid folkräkningen 2010.